# 매니 파키아오
엠마누엘 매니 다피드란 파키아오(타갈로그어: Emmanuel Manny Dapidran Pacquiao, 1978년 12월 17일 ~ )는 필리핀의 프로 권투 선수이자 정치인 겸 기업가이다. 그는 8개 체급 챔피언 타이틀 보유자이며 그의 신장은 166cm이고, 사상 최초로 8개 체급에서 10번의 타이틀 획득을 기록하였다. 또한 사상 최초로 4개 체급 연속 타이틀 획득을 기록하기도 했다. 2000년 미국 복싱 기자 협회(Boxing Writers Association of America)로부터 Fighter of the Decade라는 호칭을 수여 받았다. 또한 2006, 2008, 2009년에 Edward J. Neil 트로피 및 Fighter of the Year 칭호를 각각 BWAA와 링 매거진으로부터 수여 받았다.

## 생애
매니 파키아오는 1978년 12월 17일 필리핀 부키드논주의 키바웨에서 로살리오 파키아오(Rosalio Pacquiao)와 디오네시아 다피드란-파키아오(Dionesia Dapidran-Pacquiao)의 아들로 태어났다. 그의 부모는 그가 6학년일 때 별거에 들어갔다.
파키아오는 1995년 프로에 입문해 플라이 체급에서 출발했다. 1998년 WBC 플라이급 타이틀을 따냈고, 2001년 슈퍼밴텀급, 2008년 3월 슈퍼페더급 챔피언이 됐다. 이어 그해 6월 WBC 라이트급에서 세계 정상에 오르는 등 아시아인으로는 처음으로 4체급 타이틀을 석권했다.
2008년 12월 미국의 강자인 오스카 델라호야까지 꺾은 그는 2009년 5월 IBO 라이트웰터급 타이틀매치에서 리키 해튼을 KO로 꺾고 5체급을 석권했다. 2009년 11월 WBO 웰터급 타이틀 매치에서 푸에르토리코의 미겔 코토를 물리치고 챔피언이 되었다. 그는 정식 복싱 기구 외에 복싱 전문 잡지 링 매거진에서도 라이트 웰터급 챔피언 타이틀을 부여받았으며, 이것까지 포함하면 타이틀 숫자가 8개로 늘어난다. 8체급 석권은 복싱 역사상 최초의 기록이다.
2015년 5월 2일에 플로이드 메이웨더와의 대결이 성사되었다. 앞선 2010년에도 경기를 하기로 했으나, 메이웨더가 느닷없이 계약에 없던 올림픽 스타일 도핑 검사를 요구해 무산된 바 있었다.
세기의 대결로 관심을 모았던 2015년 5월 2일 미국 라스베가스 MGM 그랜드 가든 아레나에서 열린 두 최고 선수 간의 웰터급 통합 타이틀전에서, 파키아오는 오른쪽 어깨 부상(우회선건판 파열 - 우회전근 파열)과 메이웨더의 공고한 수비 저지선을 극복하지 못하고 판정패하였다.
그리고, 2016년 4월 10일 미국 라스베가스 MGM 그랜드 가든 아레나에서 티모시 브래들리와의 WBO 웰터급 타이틀전에서 심판전원일치 판정승을 거두며, 이 경기를 끝으로 은퇴를 하게 된다.
그 외에도 연기, 영화제작, 음반 녹음에 참여하기도 했다.

## 정치인 경력
그는 2010년 초 필리핀 정치계에 입문했는데, 2009년 5월 선거에서 하원의원에 당선돼 정치인의 길을 걷고 있다. 2016년부터는 상원의원에 당선된후 현재도 활동중이다.
2021년 9월, 파키아오는 2022년 대통령 선거 출마를 했으나 본선에서 봉봉 마르코스, 레니 로브레도에게 밀려 3위로 낙선하였다.

## 방송
- 2017년 MBC 《무한도전》 - 특별 게스트
- 2022년 JTBC 《아는 형님》 - 게스트
- 2023년 SBS 《런닝맨》 - 집 공개[10]

## 역대 선거 결과
| 선거명      | 직책명                        | 대수 | 정당               | 득표율 | 득표수       | 결과 | 당락                 |
| ----------- | ----------------------------- | ---- | ------------------ | ------ | ------------ | ---- | -------------------- |
| 2007년 선거 | 하원의원 (사랑가니 제1선거구) | 14대 | 민족인민연합       | 64.49% | 139,061표    | 1위  | 필리핀 하원의원 당선 |
| 2010년 선거 | 하원의원 (사랑가니 선거구)    | 15대 | 인민의 챔피언 운동 | 66.35% | 120,052표    | 1위  | 필리핀 하원의원 당선 |
| 2013년 선거 | 하원의원 (사랑가니 선거구)    | 16대 | 연합국민동맹       | 0%     | 144,926표    | 1위  | 필리핀 하원의원 당선 |
| 2016년 선거 | 상원의원 (필리핀 제2부)       | 17대 | 연합국민동맹       | 5.00%  | 16,050,546표 | 7위  | 필리핀 상원의원 당선 |
| 2022년 선거 | 필리핀 대통령                 | 17대 | 연합국민동맹       | 6.81%  | 3,663,113표  | 3위  | 낙선                 |